# Ian Burgess
Ian Burgess (London, 1930. június 6. – London, 2012. május 19.) brit autóversenyző.

## Pályafutása
1958 és 1963 között összesen húsz világbajnoki Formula–1-es versenyen vett részt. A sorozatban elért legjobb helyezése az 1963-as német nagydíjon elért hatodik pozíció. Ekkor két kör hátrányban ért célba az utolsó pontszerző helyen záró Jo Bonnier mögött.
Ian több, a világbajnokság keretein kívül rendezett Formula–1-es futamon is rajthoz állt pályafutása során.

## Eredményei

### Teljes Formula–1-es eredménylistája
(Táblázat értelmezése)

(Félkövér: pole-pozícióból indult; dőlt: leggyorsabb kört futott) 

| Év   | Csapat                 | Modell          | Motor               | 1   | 2      | 3      | 4      | 5      | 6      | 7      | 8      | 9   | 10     | 11  | Helyezés | Pont |
| ---- | ---------------------- | --------------- | ------------------- | --- | ------ | ------ | ------ | ------ | ------ | ------ | ------ | --- | ------ | --- | -------- | ---- |
| 1958 | Cooper Car Company     | Cooper T45      | Climax Straight-4   | ARG | MON    | NED    | 500    | BEL    | FRA    | GBR Ki |        |     |        |     | -        | 0    |
| 1958 | High Efficiency Motors | Cooper T43 (F2) | Climax Straight-4   |     |        |        |        |        |        |        | GER 7  | POR | ITA    | MOR | -        | 0    |
| 1959 | Scuderia Centro Sud    | Cooper T51      | Maserati Straight-4 | MON | 500    | NED    | FRA Ki | GBR Ki | GER 6  | POR    | ITA 14 | USA |        |     | -        | 0    |
| 1960 | Scuderia Centro Sud    | Cooper T51      | Maserati Straight-4 | ARG | MON Nk | 500    | NED    | BEL    | FRA 10 | GBR Ki | POR    | ITA | USA Ki |     | -        | 0    |
| 1961 | Camoradi International | Lotus 18        | Climax Straight-4   | MON | NED Ni | BEL Ni | FRA 14 | GBR 14 |        |        |        |     |        |     | -        | 0    |
| 1961 | Camoradi International | Cooper T53      | Climax Straight-4   |     |        |        |        |        | GER 12 | ITA    | USA    |     |        |     | -        | 0    |
| 1962 | Anglo American Equipe  | Cooper T53      | Climax Straight-4   | NED | MON    | BEL    | FRA    | GBR 12 | GER 11 | ITA Nk | USA    | RSA |        |     | -        | 0    |
| 1963 | Scirocco-Powell        | Scirocco 02     | BRM V8              | MON | BEL    | NED    | FRA    | GBR Ki | GER Ki | ITA    | USA    | MEX | RSA    |     | -        | 0    |

## Külső hivatkozások
- Profilja a grandprix.com honlapon (angolul)
- Profilja a statsf1.com honlapon (angolul)
- az oldracingcars.com oldalon (angolul)

1. ↑  Racer Ian Burgess dies. (Hozzáférés: 2012. június 27.)